# Bernhard Hassenstein
Bernhard Hassenstein (31. května 1922 Postupim – 16. dubna 2016 Freiburg im Breisgau) byl německý behaviorální biolog, spoluzakladatel biokybernetiky a profesor na Univerzitě Alberta Ludwiga ve Freiburgu.

## Život a dílo
Bernhard Hassenstein byl jedním z renomovaných badatelů v oblasti behaviorální biologie a biologické kybernetiky. Jeho vědecká práce obsahuje důležité příspěvky k pohybovému vidění hmyzu a barevnému vidění lidí.Určil typy agrese a vyvinul kybernetické modely chování živých bytostí.
V letech 1939 až 1949 studoval biologii, fyziku a chemii v Berlíně, Göttingenu a Heidelbergu. Od třetího semestru byl vědeckým studentem behaviorálního fyziologa Ericha von Holsta. Během vojenské služby se v roce 1943 setkal se svým přítelem a později vědeckým partnerem Wernerem Reichardtem. V roce 1945 uprchl ze zajetí a pokračoval ve studiu. Od roku 1948 pracoval jako asistent v Max Planckově institutu pro mořskou biologii, ve Wilhelmshavenu a poté v letech 1954 až 1958 přešel do Zoofyziologického ústavu Univerzity v Tübingenu, kde v roce 1957 dokončil habilitaci.
V roce 1958 založil spolu s Reichardtem, který mezitím dokončil studium fyziky, a inženýrem Hansem Wenkingem první pracovní skupinu pro kybernetiku na světě v Max Planckově institutu pro biologii v Tübingenu. V roce 1960 nahradil Otta Koehlera ve funkci profesora zoologie na Univerzitě Alberta Ludwiga ve Freiburgu, kde společně s Hansem Mohrem reformoval studium biologie tím, že obsahově i formálně spojil vzájemně se prolínající botaniku, zoologii, biologii člověka a obecné biologické obory genetiky, molekulární biologie, ekologie atd.

## Ocenění (výběr)
- Německá společnost pro pediatrii – čestný člen (1975)
- Medaile Maxe Borna za odpovědnost ve vědě (1981)
- Čestný doktorát Univerzity Karlovy (1992)[1]
- Cotheniova medaile Německé akademie přírodních věd Leopoldina (1993)